# Москва (Польша)
Москва (пол. Moskwa) — деревня в Польше, в Лодзинском воеводстве, в Восточно-Лодзинским повяте, в гмине Новосольна. Расположена в центре страны, в 130 километрах к юго-западу от Варшавы. Впервые упомянута в 1418 году.
По данным на 2004 год, население составляет около 110 жителей.